# هرالد آو مورنینگ
هرالد آو مورنینگ (به انگلیسی: Herald of the Morning) یک کشتی بود که طول آن 195.3 Feet بود. این کشتی در سال ۱۸۵۳ ساخته شد.